# Jonathan Greening
Jonathan Greening (ur. 2 stycznia 1979 w Scarborough) – angielski piłkarz występujący na pozycji pomocnika.
Swoją karierę piłkarską rozpoczął w roku 1996 w York City. Dwa lata później przeszedł do Manchesteru United. W trakcie trzyletniego pobytu w tym klubie wystąpił w 14 ligowych pojedynkach, więc w roku 2001 podpisał kontrakt z Middlesbrough. W czasie grania w tym klubie zagrał w prawie 100 ligowych spotkaniach. W roku 2004 przeszedł do West Bromwich Albion. W 2009 roku wypożyczono go do Fulham.
Greening zaliczył 17 występów w reprezentacji Anglii U-21, przez co zajmuje 19. miejsce pod względem liczby występów w tej kategorii wiekowej. W trakcie grania w kadrze U-21 zdobył trzy bramki.

## Kariera klubowa
Greening urodził się w Scarborough. Swoją zawodową karierę piłkarską rozpoczął podpisując kontrakt z York City w sierpniu 1996 roku. W tej drużynie zadebiutował 22 marca następnego roku, kiedy to zagrał w spotkaniu League One z Bournemouth. W debiutanckim sezonie wystąpił jeszcze w czterech ligowych pojedynkach. W następnym sezonie wystąpił już w 21 ligowych spotkaniach. W jednym z pierwszych spotkań tego sezonu, sierpniowym pojedynku z Gillingham zdobył swoją pierwszą bramkę.
Gra w York City zaowocowała transferem do Manchesteru United, który odbył się w marcu 1998 roku. W nowej drużynie zadebiutował 28 października tego samego roku, kiedy to Greening wystąpił w wygranym 2:0 spotkaniu Pucharu Ligi z Bury. W Premier League pierwszy występ zaliczył 26 grudnia w meczu z Nottingham Forest. Manchester United dotarł także do finału Ligi Mistrzów, w którym wygrał 2:1 z Bayernem Monachium. Greening całe spotkanie przesiedział na ławce rezerwowych. Debiutancki sezon zakończył z trzema ligowymi występami oraz czterema pucharowymi, pod koniec sezonu przedłużył także kontrakt z klubem. W następnym sezonie, 26 września 2000 roku zadebiutował w pucharach europejskich, kiedy to zagrał w meczu Ligi Mistrzów z PSV Eindhoven i sezon ten zakończył z siedmioma ligowymi występami, dwoma pucharowymi oraz dwoma w europejskich pucharach.
9 sierpnia 2001 roku przeszedł za kwotę 2 milionów funtów do Middlesbrough. W nowej drużynie zadebiutował 18 sierpnia w ligowym pojedynku z Arsenalem. Pierwszą bramkę zdobył 17 września w wygranym 2:1 meczu z Leicesterem City. Od pierwszego sezonu spędzonego w Middlesbrough Greening był jednym z podstawowych piłkarzy swojej ekipy. W następnym sezonie Greening został wybrany najlepszym piłkarzem swojej ekipy. Wystąpił wówczas w 38 ligowych spotkaniach. Greening występował w Middlesbrough jeszcze przez jeden sezon, po czym, 29 lipca 2004 roku przeszedł za kwotę 1,25 milionów funtów do West Bromwich Albion. Łącznie grając w Middlesbrough zaliczył 99 ligowych występów oraz strzelił cztery bramki.
W drużynie WBA Greening zadebiutował 14 sierpnia tego samego roku w zremisowanym 1:1 ligowym spotkaniu z Blackburn Rovers. Pierwszą żółtą kartkę otrzymał 21 września w pojedynku z Colchesterem United w ramach Pucharu Ligi. Debiutancki sezon zakończył z 34 ligowymi występami oraz dwoma pucharowymi. Pomógł także swojej drużynie utrzymać się w Premiership. W pierwszych trzech latach gry w West Bromwich Albion wystąpił w 125 meczach, w tym tylko w siedmiu jako zmiennik. W sierpniu 2007 roku przedłużył swój kontrakt z klubem oraz został kapitanem swojego zespołu. Jego gra w zespole spowodowała, że został kilka razy wybrany do jedenastki tygodnia w lidze. WBA doszło także do półfinału Pucharu Anglii, jednak przegrał w nim 1:0 z Portsmouth, późniejszym triumfatorem tych rozgrywek. Ostatecznie West Bromwich Albion awansował do Premier League a on sam został wybrany do najlepszej jedenastki roku w lidze. Wystąpił wówczas w 46 ligowych pojedynkach.
24 sierpnia 2009 roku Greening został wypożyczony do Fulham.
18 lipca 2011 roku podpisał trzyletni kontrakt z Nottingham Forest.

## Kariera reprezentacyjna
Greening zaliczył 17 występów w reprezentacji Anglii do lat 21, w których strzelił trzy bramki. Zajmuje przy tym 19. miejsce pod względem liczby występów w tej kategorii wiekowej.